# Vestfold og Telemark
Vestfold og Telemark er et tidligere fylke oprettet 1. januar 2020 og opløst 1. januar 2024. Fylket opstod ved en sammenlægning af  Telemark fylke og det meste af Vestfold fylke. Sammenlægningen blev  blev vedtaget af Stortinget 8. juni 2017. På forhånd havde Telemark stemt mod sammenlægning, mens Vestfold havde stemt for. Fylkesadministrationen ligger i de to byer Skien og Tønsberg.
Svelvik kommune, blev en del af Viken fylke.

## Distrikter
Regionen Vestfold og Telemark vil bestå af følgende traditionelle distrikter. For Telemark fylkes vedkommende er distriktsinddelingen  kompleks og overlappende, og definitionerne har ændret sig over tid.
- Det tidligere Telemark fylke, tidligere kaldt Bratsberg Amt.
  - Øvre Telemark (historisk kaldt Telemark), også underinddelt i Vest-Telemark og Aust-Telemark
  - Midt-Telemark (historisk kaldt Grenland), i administrativ sammenhæng  også regnet til Nedre Telemark
  - Grenland (historisk kaldt Skiensfjorden), i administrativ sammenhæng også regnet til Nedre Telemark
  - Vestmar
- Det tidligere Vestfold fylke tidligere kaldt Jarlsberg og Larviks Amt

## Kommuner
Det vil være 23 kommuner i Vestfold og Telemark fylke fra 1. januar 2020:
- Holmestrand (Holmestrand, Sande)
- Horten
- Tønsberg (Re, Tønsberg)
- Færder (Nøtterøy, Tjøme)
- Sandefjord
- Larvik
- Siljan
- Porsgrunn
- Skien
- Bamble
- Kragerø
- Drangedal
- Nome
- Midt-Telemark (Bø, Sauherad)
- Notodden
- Hjartdal
- Tinn
- Vinje
- Tokke
- Seljord
- Kviteseid
- Nissedal
- Fyresdal

## Byer
De største byer i Vestfold og Telemark fylke, rangeret efter indbyggertal 1. januar 2017 (kommune i parentes):
- Porsgrunn/Skien - 92.753 (Bamble, Porsgrunn, Skien) Her inngår byene Brevik, Langesund, Porsgrunn, Skien og Stathelle.
- Tønsberg - 51.571 (Færder, Tønsberg)
- Sandefjord - 43.595 (Sandefjord)
- Larvik - 24.208 (Larvik)
- Horten - 20.371 (Horten)
- Notodden - 9.077 (Notodden)
- Holmestrand - 7.262 (Holmestrand)
- Stavern - 5.628 (Larvik)
- Kragerø - 5.445 (Kragerø)
- Vear - 3.642 (Sandefjord, Tønsberg)
- Stokke - 3.631 (Sandefjord)
- Bø - 3.285 (Midt-Telemark)
- Rjukan - 3.247 (Tinn)
- Åsgårdstrand - 3.091 (Horten, Tønsberg)
- Tjøme - 2.945 (Færder)
- Selvik - 2.685 (Sande)
- Sem - 2.481 (Sandefjord, Tønsberg)
- Revetal/Bergsåsen - 2.403 (Tønsberg)
- Ulefoss - 2.275 (Nome)
- Sande - 2.254 (Sande)
- Andebu - 2.207 (Sandefjord)
- Melsomvik - 2.113 (Sandefjord)
- Gullhaug - 2.038 (Holmestrand)

Brevik, Holmestrand, Horten, Kragerø, Langesund, Larvik, Notodden, Porsgrunn, Rjukan, Sandefjord, Skien, Stathelle, Stavern, Tønsberg og Åsgårdstrand har bystatus.

## Fylkeskommunen
Vestfold og Telemark fylkeskommune får til sammen ca. 3.800 ansatte. Terje Riis-Johansen (Senterpartiet) blir fylkesordfører i fylkeskommunen.